# National Maritime Museum of Korea
Il National Maritime Museum of Korea (국립해양박물관?, Gungniphae-yangbongmulgwanLR; in breve MMK) è un museo marittimo a Pusan, in Corea del Sud, inaugurato il 9 luglio 2012.

## Struttura
La struttura architettonica del Museo ricorda quella di una nave o un'enorme portaerei dalla base stretta e il tetto ampio. Spesso viene descritta come un triangolo rovesciato che rappresenta una "goccia d'acqua nel mare". Costruito su un terreno di 25.870m², si sviluppa verso l'alto per un'altezza di 34,9m e quattro piani, di cui uno seminterrato.
- Primo piano: Al primo piano è situata una grande sala polivalente, che ospita una varietà di mostre a tema e l'auditorium principale, designato per vari spettacoli e seminari. Il piano ospita anche la Biblioteca Marittima, dove sono reperibili libri e riviste nautiche su vari argomenti, insieme ad un archivio ideato per i bambini.
- Secondo piano: Al secondo piano c'è il Museo dei Bambini,[3] dove vengono organizzati spettacoli e attività per bambini sul tema dell'oceano e dell'ambiente. La sala centrale, il cui stile architettonico fonde la forma sia di ventaglio che del Panokseon (una nave da combattimento usata durante la dinastia Joseon).
- Terzo piano: Al terzo piano sono esposti reperti e manufatti marini. L'esposizione I costruttori di navi mette in mostra oggetti ed informazioni sulle tecnologie e sulla potenza marittima degli antichi marinari coreani, quali forme e stili delle navi coreane, mappe dei mari dove viaggiavano e registri antichi. Vi è anche un acquario.
- Quarto piano: Al quarto piano si trova la Sala dell'Industria Marittima, che spiega le capacità finanziare l'oceano; la Sala della Scienza Marina dedicata al progresso sostenibile; la Sala del Territorio Marino che mostra il ruolo e lo sviluppo futuro del mare. In un teatro in 4D è replicato un mondo marittimo grazie ai media digitali in museologia e archeologia, raccolti e forniti dalla Biblioteca Marittima.

## Esposizioni e collezioni
Il museo espone svariati relitti marittimi antichi, tra cui una delle più grandi repliche di una Joseon tongsinsa, una missione di buona volontà inviata dalla Corea al Giappone.
- La Corea presentata attraverso i viaggi:[5] si tratta di un'esposizione online che mira a rivelare la percezione della Corea da parte dei visitatori provenienti da Occidente. Ospita svariati manoscritti, come:
  1. Descrizione dell'Impero della Cina,[6] una serie di quattro libri redatti dal gesuita francese Jean-Baptiste Du Halde, approvata dalla Santa Sede nel 1735. I riferimenti relativi alla Corea sono riconducibili ad una mappa intitolata Carte générale de la Tartarie chinoise (Mappa generale della Tartaria cinese) alla fine del primo libro e una seconda mappa nel quarto volume, intitolata Royaume de Corée (Regno di Corea) che raffigura la penisola coreana con le rispettive toponomastiche.[7]
  2. Viaggio intorno al mondo,[8] manoscritto risalente al 1797 redatto da Jean-François de La Pérouse. Egli registrò la sua spedizione dall'Isola di Jeju tra il 19-27 maggio 1787, mappando l'intera costa. Fu il primo occidentale a vedere l'isola di Ulleungdo, dandole il nome dell'astronomo a bordo della sua nave, Dagelet. Le mappe occidentali riportarono il nome in francese per circa 150 anni, fino agli anni '50.
  3. Guida turistica: Hollander Linschoten,[9] discorsi sui viaggi nelle Indie Orientali e Occidentali. Si tratta di una guida di viaggio pubblicata dal commerciante e viaggiatore olandese Jan Huygen van Linschoten (1563-1611). Presenta numerose mappe dell'Oriente e informazioni essenziali per i marinai che esploravano la zona. Le mappe di riferimento alla Corea sono abbastanza rudimentali, in quanto all'epoca si conosceva poco sull'estremo oriente, per cui Joseon era rappresentata come un'isola tondeggiante. Inoltre con Joseon si fa riferimento all'"Isola di Corea" mentre il mare tra la Corea e il Giappone è definito come Costa Coreana.
  4. Extra & Accurata Delinerarie World Map,[10] mappa con stampe a colori e incisioni prodotta da Henricus Floris Van Langren nel 1595. Le incisioni sono state prodotte partendo da carte nautiche e mappe raccolte da Linschoten. A differenza di altre cartografie, questa mappa pone l'Est al Nord. I paesi asiatici sono distinti da colori diversi al fine di segnare i confini, anche immagini di animali, catene montuose e navi nell'oceano sono presenti. L'oceano tra la Corea e il Giappone è segnato come "Costa de Conray", la costa della Corea. Poiché gli europei di allora non pensavano che la Corea fosse un paese peninsulare collegato alla Cina, ma un paese insulare a forma rotonda, la mappa segna la Corea come "Ilha de Corea", isola della Corea.

- Storia dei mari e i registri,[11] espone al pubblico antiche mappe e vecchi documenti Joseon che riportano i nomi delle regioni, le informazioni sulla geografia del paese, lo stato di utilizzo delle navi e i dettagli storici relativi ai mari. Una collezione di mappe antiche descrive la costa della Corea in epoca Joseon e dà i riferimenti descrittivi sui confini del Mare dell'Est e del Mare di Corea. Vari tipi di mappe furono prodotti durante la tarda dinastia Joseon, a partire dall'Honil Gangni Yeokdae Gukdo Ji Do (Mappe delle terre integrate e della regione dei paesi e delle capitali storiche, 1402).
- JukdoJechal,[12] un segno di avvertimento ad opera del Giappone sulla costa di Nikata nel 1837. Il cartello afferma che l'isola Ulleungdo e l'isola Dokdo sono territorio di Joseon; quindi, la navigazione e la pesca sono proibite.
- Sangoku Tsūran Zusetsu ("Descrizioni illustrate di tre paesi"),[13] è un'opera geografica del 1786 dello studioso giapponese Hayashi Shihei. In una delle mappe, Joseon e Giappone sono distinti dal colore, rispettivamente giallo e blu.
- Hangeuljoseonjeondo ("Mappa della dinastia Joseon").[14] Una delle più antiche mappe coreane scoperte, introdotta per la prima volta nella tesi di Gari Keith Ledyard, un professore di studi coreani. I triangoli di diverse dimensioni incisi sulla mappa indicano le diverse dimensioni delle montagne e delle catene montuose, mentre i nomi dei luoghi, dei porti principali e delle isole sono segnati accanto ai corsi d'acqua.
- Yeojidocheop, mappa comprensiva redatta sul finire del XVIII secolo.[15] Consiste di tre volumi cartografici diversi realizzati a partire da mappe in stile occidentale, mappe complete e mappe regionali. Dato che uno degli uffici amministrativi, Dohobu, fu aperto nel 1787, si stima che alcune delle mappe regionali risalgano al regno di re Jeongjo.

Altre collezioni ed esposizioni mostrano dipinti, ceramiche, lacche o manoscritti che riportano poemi e registrazioni dell'ammiraglio Yi Sun-sin.